# Lelești
Lelești is een Roemeense gemeente in het district Gorj.
Lelești telt 1803 inwoners.